# Польская православная церковь
По́льская правосла́вная це́рковь (пол. Polski Kościół Prawosławny) — автокефальная поместная православная церковь в Польше, имеющая 12-е место в диптихе Константинопольского патриархата. В современной форме была учреждена в 1948 году.

## История
Христианство пришло на территорию нынешней Польши в 966 году при князе Мешко I.

### Средневековье
В 1385 году литовский великий князь Ягайло объявил себя католиком (что было условием его брака с польской королевой Ядвигой), а в 1387 году — своё государство католическим, после чего многие из православных перешли в католичество.
В октябре 1596 года бо́льшая часть православных епископов во главе с митрополитом Киевским Михаилом Рагозой приняли на Брестском униатском Соборе юрисдикцию папы римского (православными оставались епископ Львовский и Каменец-Подольский Гедеон Балабан и Перемышльский Михаил Копыстенский, с 1610 года — только Иеремия Тиссаровский). Совершение новых епископских хиротоний для православных не дозволялось польским правительством. В 1620 году восстановлена православная Киевская митрополия.

### Новое время
После вхождения в конце XVIII века польских земель в состав России, православные приходы присоединенных к России земель составили учрежденную в 1793 году Минскую епархию российской церкви. В 1834 году как викариатство Волынской епархии на территории Царства Польского учреждена Варшавская епархия, с октября 1840 года — самостоятельная «Варшавская и Новогеоргиевская», впоследствии «Варшавская и Волынская», «Холмская и Варшавская», «Варшавская и Привислинская», с 1923 года — «Варшавская и Волынская».

### 1918—1939
С 1918 года, после обретения Польшей независимости, среди значительной части православного духовенства Польши, находившегося в юрисдикции Российской церкви, стали преобладать автокефалистские настроения. Назначенный 17 сентября 1918 года на кафедру митрополита Варшавского и Привислинского Серафим (Чичагов) не смог выехать из Советской России в Варшаву. Указом патриарха Московского Тихона от 28 сентября (11 октября) 1921 года пребывавшему в эмиграции бывшему епископу Минскому Георгию (Ярошевскому) было поручено временное управление Варшавской епархией с одновременным назначением Патриаршим экзархом в Польше; в январе следующего года патриаршим указом архиепископ Георгий был возведён в сан митрополита. Церкви в Польше было одновременно предоставлено право автономии.
После убийства митрополита Георгия 8 февраля 1923 года и избрания 27 февраля Собором епископов Польши на кафедру Варшавской митрополии Дионисия (Валединского) патриарх Константинопольский Григорий VII без согласования с Московским патриархатом (патриарх Московский Тихон находился тогда под арестом), ссылаясь на неканоничность передачи в 1686 году части Киевской митрополии под юрисдикцию Московскому патриархату, своим томосом утвердил его избрание 13 марта, признав за митрополитом Дионисием титул Митрополита Варшавского и Волынского и всей Православной Церкви в Польше и священноархимандрита Почаевской Успенской лавры.
16 августа 1924 года митрополит Варшавский Дионисий созвал в Почаеве заседание Синода для принятия экстренных мер в связи с настроениями в Церкви, вызванными календарной реформой. Епископы выступали за то, чтобы придерживаться впредь гибкой линии: там, где народ отказывался принимать новый стиль, благословлять совершение богослужения по юлианскому календарю. С тех пор новый календарь остался в употреблении в Варшавском митрополичьем соборе и в православных церквах воеводств с преимущественно польским населением. На Волыни и в Белоруссии в православных церквах вернулись к юлианскому стилю. Решение Синода было, очевидно, согласовано с польскими властями. Министерство вероисповеданий и общественного просвещения (пол. Ministerstwo Wyznań Religijnych i Oświecenia Publicznego) направило тогда же волынскому воеводе распоряжение не допускать административного воздействия на приходы, где совершаются православные богослужения по старому календарю.
13 ноября 1924 года в Константинополе был дарован Патриарший и Синодальный Томос о признании Православной церкви в Польше автокефальной. В сентябре 1925 года представители Константинопольской и Румынской церквей прибыли в Варшаву, где 17 сентября в присутствии всего епископата Польши в митрополичьем храме святой Марии Магдалины состоялось торжественное чтение Патриаршего Томоса. Автокефалия была признана прочими поместными Церквами, кроме Московского патриархата, который разорвал общение с митрополитом Дионисием и епископатом Польши.
Первым предстоятелем автокефальной Польской церкви был митрополит Дионисий (Валединский) (1923—1948). После установления в Польше коммунистического режима митрополит был вынужден примириться с Московским патриархатом на условиях отказа от сана предстоятеля. До своей кончины в 1960 году проживал на покое, вёл дружескую переписку с патриархом Алексием І.
Поскольку в 1924 году в состав Польши входили Западная Украина, Западная Белоруссия и Виленский край, то свыше 90 % верующих Польской православной церкви составляло восточнославянское население. Поляки составляли не более 10 % от состава верующих. Польская православная церковь до 1939 года включала пять епархий: Варшавскую, Виленскую, Волынскую (центр — город Кременец), Гродненскую и Полесскую (центр — город Пинск).
Созданный в 1935 году Комитет по национальным вопросам при Совете министров Польши принял решение о превращении православной церкви в «инструмент распространения польской культуры на восточных землях». Для реализации этой цели были приняты меры:
- Ликвидированы православные семинарии в Вильно и Кременце;
- Подготовка православного духовенства осуществлялась на факультете богословия Варшавского университета;
- Распространение практики проповедей на польском языке в православных храмах.

В 1938 году в Гродно действовал Православный институт. В 1939 году в связи с войной прекратил своё существование.
В течение двух летних месяцев 1938 года в рамках политики полонизации было разрушено 127 православных храмов, треть всех церквей, существовавших на юго-востоке Польши. Кампания по сносу храмов затронула Западную Белоруссию — власти разрушили православные храмы в Гродно и Белостоке под тем предлогом, что они не вписывались в планы развития городов. Кирпич от разрушенного в Гродно храма Александра Невского был использован для строительства зоопарка.

### 1940—1945 года
После присоединения к СССР западных областей Украины и Белоруссии в 1939 году власти СССР содействовали переподчинению церковных структур этих областей Московскому патриархату.
В сентябре 1940 года управление Церковью в Генерал-губернаторстве было возвращено митрополиту Дионисию. Церковь в Генерал-губернаторстве была разделена на три епархии — Варшавскую, Холмско-Подляшскую и Краковско-Лемковскую. На Варшавской кафедре был оставлен митрополит Дионисий. Епископом Холмским стал украинский националист Иван Огиенко, принявший монашество с именем Иларион и 2 ноября 1940 года рукоположённый во епископа Холмского. 9 февраля 1941 года состоялась хиротония архимандрита Палладия (Выдыбиды-Руденко) во епископа Краковского и Подляшского. Поскольку оба новых архиерея в Генерал-губернаторстве были идейными украинцами, начался процесс украинизации церковной жизни. Немецкая администрация рассматривала украинизацию как стратегически важную задачу. Готовилась война с Советским Союзом, поэтому поддержка украинского национального движения должна была привлечь украинцев на сторону Третьего рейха.
В годы Великой Отечественной войны предпринималась попытка создания иерархами Польской церкви Украинской автокефальной православной церкви (УАПЦ). Была провозглашена автокефалия Украинской церкви, митрополит Дионисий был интронизован Патриархом, однако, из-за наступления советских войск закрепить автокефалию и получить признание не получилось. Иерархи УАПЦ продолжили свою деятельность за границей.

### 1946—1991 года
Под давлением установившегося в Польше коммунистического просоветского режима митрополит Дионисий 22 августа 1948 года обратился с покаянным письмом к патриарху Московскому Алексию с просьбой, чтобы его приняли в каноническое общение с Русской церковью. Священный синод Московского патриархата удовлетворил просьбу митрополита Дионисия и принял его в сане митрополита в молитвенное общение, при этом лишив его титула Блаженнейший и не признав его главой Польской церкви. Двумя месяцами ранее в Москву прибыла польская церковная делегация во главе с епископом Белостокским и Бельским Тимофеем Шрёттером, и 22 июня 1948 года на заседании Священного синода ей было вручено постановление Синода, «согласно которому Русская церковь благословляла Польскую церковь на самостоятельное существование». (Сбор подписей епископов Русской церкви под Грамотой о даровании прав автокефалии Православной церкви в Польше продолжался до 22 ноября 1948 года, после чего она была послана архиепископу Тимофею как «председателю Временной Правящей Коллегии Православной Церкви в Польше»). Отныне её предстоятель получил титул Митрополит Варшавский и всея Польши. С 1949 по 1952 год Польская церковь имела три, а с 1952 года — четыре епархии: Варшавско-Бельскую, Белостокско-Гданьскую, Лодзинско-Познанскую и Вроцлавско-Щецинскую. В 1983 году была восстановлена Перемышльско-Новосондецкая епархия, а в 1989 году — Люблинско-Холмская.
В 1990 году к Польской православной церкви присоединилась на правах автономии Православная церковь Португалии, однако в 2001 году большинство её иерархов и рядовых священнослужителей, за исключением двух бразильских епископов и некоторых европейских приходов, вновь ушли в раскол.

### 1991 — настоящее время
После падения коммунистического режима в Польше Церковь получила возможность расширить свою благотворительную социальную деятельность. В 1996 году был создан центр «Элеос» для более действенной помощи нуждающимся; были созданы ряд сестричеств, домов опеки, служб помощи бездомным.
18 марта 2014 года Архиерейский собор постановил отменить соборное решение от 12 апреля 1924 года о введении нового (григорианского) стиля и постановил вернуться к старому (юлианскому) стилю, начиная с 15 июня 2014 года (Неделя Всех святых). «Там, где есть подлинная нужда, может использоваться новый стиль».
В ноябре 2018 года Архиерейский собор ППЦ воздержался от вступления в литургические и молитвенные контакты с духовенством Киевского патриархата и Украинской автокефальной православной церкви.

## Современное устройство и состояние
По данным Центрального статистического управления Польши, на 2020 год Польская церковь насчитывает 507 196 верующих. Количество приходов Польской церкви на 2012 год — 237 (226 — в Польше, 11 — за границей), численность клира — около 420 чел. Тем самым она является второй по величине церковью в Польше.
Православные в основном проживают на территории бывшего Белостокского воеводства, особенно в районе городов Белосток, Хайнувка, Бельск-Подляский и Семятыче.
Предстоятель — Блаженнейший митрополит Варшавский и всей Польши Савва (Грыцуняк) (с 12 мая 1998 года).
Состоит из семи епархий:
- Варшавская и Бельская епархия, возглавляемая Митрополитом Варшавским и всей Польши Саввой (Грыцуняк). Епархия разделена на шесть благочиннических округов. Действуют 67 приходов и три монастыря, одна семинария.
  - Бельское викариатство — архиепископ Григорий (Харкевич) (с 2017 г.).
  - Гайновское викариатство — епископ Павел (Токаюк) (с 2017 г.).
  - Семятыченское викариатство — епископ Варсонофий (Дорошкевич) (с 2017 г.).
- Белостокская и Гданьская епархия, во главе с архиепископ Иаковом (Костючуком) (с 1998 г.). Епархия разделена на пять благочиннических округов. Действуют 56 приходов и три монастыря (в том числе Супрасльский Благовещенский монастырь). Существует молодёжное братство.
  - Супрасльское викариатство — епископ Андрей (Борковский) (с 2017 г.).
- Лодзинская и Познанская епархия, правящий архиерей епископ Афанасий (Нос) (с 2017 г.). Епархия разделена на три благочиннических округа. Ныне действуют лишь 12 приходов.
- Перемышльская и Горлицкая епархия, правящий архиепископ Паисий (Мартынюк) (с 2016 г.). Епархия разделена на три благочиннических округа. Действуют 24 прихода и монашеская община Покрова Б. М. в с. Высова Здруй. После смерти архиепископа Адама (Дубеца) (24.07.2016) решением Собора епископов Польской православной церкви название Епархии переименовано с Перемышльско-Новосондецкая на Перемышльско-Горлицкая (25.08.2016).
- Вроцлавская и Щецинская епархия, возглавляет архиепископ Георгий (Паньковский) (с 2017 г.), возглавляющий Православный ординариат Войска Польского (военный ординариат в ранге епархии) (с 2010 г.). Епархия разделена на пять благочиннических округов. Действуют 43 прихода.
- Люблинская и Холмская епархия, правящий архиерей архиепископ Авель (Поплавский) (с 1989 года). Епархия разделена на четыре благочиннических округа. Действуют 31 приход и два монастыря.
- Архиепархия Рио-де-Жанейро и Олинда — архиепископ Хризостом (Муниз Фрейре) (с 1991 года)
  - Ресифийское викариатство — епископ Ресифи Амвросий (де Альмейда Кубас) (с 1998 года)

В Варшаве действует трёхгодичная православная семинария. Высшее православное образование в Польше можно получить в Христианской теологической академии на факультете православной теологии и на аналогичном факультете в Белостокском университете. В Белостоке существует православный культурный центр, существует православное молодёжное объединение.

## Предстоятели
- 27 февраля 1923 — 6/17 апреля 1948 — Дионисий
- 7 июля 1951 (8 июля 1951) — 2 марта 1961 — Макарий
- 5 мая 1961 — 20 мая 1962 — Тимофей
  - 20/24 мая 1962 — 26 мая 1965 в/у — Георгий (Коренистов), архиеп. Лодзинский
- 26 мая 1965 — 26 марта 1969 — Стефан
  - 26 марта 1969 — 24 января 1970 в/у — Георгий (Коренистов), архиеп. Лодзинский
- 24 января 1970) (1 марта 1970) — 11 февраля 1998 — Василий
- c 12 мая 1998 (31 мая 1998) — по настоящее время — Савва.